# Un bunic de Crăciun
Un bunic de Crăciun (titlu original în engleză: A grandpa for Christmas) este un film de Crăciun american din 2007 regizat de Harvey Frost. În rolurile principale joacă actorii Ernest Borgnine, Tracy Nelson și Juliette Goglia.

## Prezentare
Bert (Ernest Borgnine) este un actor pensionar de la Hollywood care a fost îndepărtat de singura sa fiică Marie (Tracy Nelson) timp de  mai mulți ani. Atunci când ea ajunge la spital în urma unui accident de mașină, Serviciile Sociale o dau pe fiica ei de 10 ani, Becca ( Juliette Goglia), în grija bunicului ei pe care nu l-a văzut niciodată înainte. Prăpastia dintre generații este evidentă, iar Bert și Becca încearcă să se adapteze noului stil de viață împreună.
În timp ce se ocupă de nepoata sa despre care nu știe nimic, bunicul Bert  se confruntă cu unele resentimente datorită unor povești spuse de bunica. Bert se mai confruntă și cu dilema de a-i spune nepoatei sale (și mai târziu fiicei sale) adevărul care va distruge amintirile despre bunica sau să stea liniștit. Dilema este rezolvată atunci când unul dintre prietenii lui Bert îi spune mamei care este de fapt adevărul.

## Distribuție
- Ernest Borgnine ca Bert O'Riley
- Juliette Goglia ca Becca O'Riley
- Tracy Nelson ca Marie O'Riley
- Katherine Helmond ca Roxie
- Richard Libertini ca Karl
- Quinn K. Redeker ca Jack Fast
- Jamie Farr ca Adam

## Primire
La premieră, filmul a fost pe locul 1 ca audiență în cadrul rețelei TV, locul 1 în weekend și locul 4 de-a lungul săptămânii. De asemenea a fost al treilea film original Hallmark Channel cel mai bine cotat în momentul premierei.

## Premii
- Dove Foundation a acordat filmului A Grandpa for Christmas: Dove Family Approved Seal[3] la 6 noiembrie 2007.
- Ernest Borgnine a fost nominalizat la Premiile Globul de Aur pentru interpretarea sa.[4]

## Producție
David N. Lawrence a scis A Christmas Song, cântecul interpretat de Becca în cadrul recitalului.